# 中央本線
中央本線（日语：／ Chūō honsen */?）是一條連接東京都千代田區東京站，途經新宿區新宿站、長野縣鹽尻市鹽尻站前往愛知縣名古屋市中村區名古屋站的鐵路線（幹線）。
東京站－鹽尻站由東日本旅客鐵道（JR東日本）管轄、稱「中央東線」。鹽尻站由JR東日本管轄。鹽尻站－名古屋站由東海旅客鐵道（JR東海）管轄、稱「中央西線」。東京都千代田區東京站至東京都八王子市高尾站的快速列車稱中央線快速。中央本線除作為東京與名古屋周邊地區的通勤路線外，亦為甲信地方一帶的都市間擔任輸送乘客的大動脈。
《鐵道要覽》上，東京站－神田站與東北本線重複，代代木站－新宿站與山手線重複（詳細參見概要）。
按地域的詳細資料參見以下條目。
- 中央線快速（東京站－高尾站）
- 中央·總武緩行線（御茶之水站－三鷹站）
- 中央線 (名古屋地區)（中津川站－名古屋站）

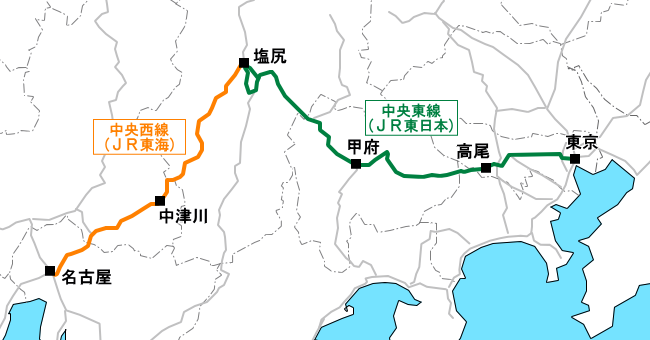
线路示意图

## 概要
東京站－鹽尻站（辰野支線除外）是IC乘車卡「Suica」的首都圈地域，中津川站－名古屋站間是「TOICA」的地域。
旅客鐵道公司的支社管轄如下。
- 東京站－西荻窪站間：JR東日本東京支社（日语：東日本旅客鉄道東京支社）
- 吉祥寺站－小淵澤站間：JR東日本八王子支社（日语：東日本旅客鉄道八王子支社）
- 信濃境站－鹽尻站間（包括支線）：JR東日本長野支社（日语：東日本旅客鉄道長野支社）
- 鹽尻站－名古屋站間：JR東海東海鐵道事業本部（日语：東海旅客鉄道東海鉄道事業本部）（直轄）

## 歷史

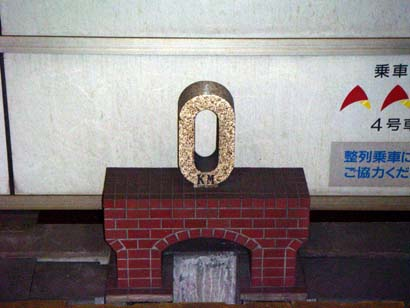
東京站1號線的0公里標誌

中央本線歷史最悠久的一段為新宿至立川一段，早於1889年啟用，當時由甲武鐵道營運，同年向西擴展至八王子，至1904年建成御茶之水 - 八王子。由飯田橋至中野的路段於1904年電氣化（600伏特直流電），是日本第一條電氣化普通鐵路 (不含路面電車)，1906年甲武鐵道收歸國有，甲武鐵道電氣化路段成為JR所管轄仍運行中的最古老電氣化鐵路，
八王子以西的路段則由日本政府修建營運，從東京、名古屋兩個方向同時開建，東京方面1901年擴展至山梨縣上野原站，1903年擴展至甲府，1906年延伸至鹽尻，1910年延伸至宮之越。名古屋方面，由名古屋至多治見的於1900年完成，1909年延伸至三留野，同年國有鐵道名稱制定東京、名古屋兩個方向分別命名為中央東線與中央西線。1911年5月1日宮之越 - 木曾福島開通，中央本線至此全通。

## 路線資料
※詳細路線圖請參考：中央本線RDT
*為鐵道要覽上的資料。全長不包括括弧內的第二種鐵道事業的距離。
- 管轄、路線距離（營業距離）
  - 東京站－名古屋站間：全長396.9公里（支線除外）
  - 神田站－代代木站間、新宿站－名古屋站間：全長394.9公里（支線除外）*
  - 東日本旅客鐵道（第一種鐵道事業者）
    - 東京站－鹽尻站間：222.1公里
      - 神田站－代代木站間：8.3公里*
      - 新宿站－鹽尻站間：211.8公里*

    - 岡谷站－辰野站－鹽尻站間：27.7公里

  - 東海旅客鐵道（第一種鐵道事業者）
    - 鹽尻站－名古屋站間：174.8公里 （金山站－名古屋站間3.3公里與東海道本線並行）

  - 日本貨物鐵道（第二種鐵道事業者）
    - 新宿站－鹽尻站間：（211.8公里）
    - 岡谷站－辰野站－鹽尻站間：（27.7公里）
    - 鹽尻站－名古屋站間：（174.8公里）
- 站數：112個（包括起終點站）
  - JR東日本：73個（包括東京站）
  - JR東海：39個（鹽尻站除外）
    - 若只限屬於中央本線的車站，上述站數排除屬於東海道本線的東京站、名古屋站、屬於山手線的新宿站[2]則為109個（JR東日本：71個、JR東海：38個）。而神田站、代代木、金山站被視為屬於中央本線的車站[2]。
- 軌道數量：
  - 四線以上：
    - 御茶之水站－三鷹站間

  - 複線：
    - 東京站－御茶之水站間
    - 三鷹站－普門寺信號場間
    - 岡谷站－綠湖站－鹽尻站間
    - 鹽尻站－贄川站間
    - 奈良井站－宮之越站間
    - 原野站－倉本站間
    - 十二兼站－名古屋站間

  - 單線：
    - 普門寺信號場－岡谷站間
    - 岡谷站－辰野站－鹽尻站間
    - 贄川站－奈良井站間
    - 宮之越站－原野站間
    - 倉本站－十二兼站間
- 電氣化路段：全線（直流電1500V）
- 閉塞方式：（複線與單線）自動閉塞式
- 保安裝置：
  - 東京站－鹽尻站間 ATS-P
  - 鹽尻站－名古屋站間 ATS-PT
  - 御茶之水站－三鷹站間（緩行線） ATS-P
    - 緩行線不附帶ATS-SN，未搭載ATS-P列車不運行。

  - 岡谷站－辰野站間（支線） ATS-SN
  - 辰野站－鹽尻站間（支線）ATS-Ps
- 最高速度（電動列車與柴油列車）：
  - 東京站－八王子站間：100公里/小時
  - 八王子站－鹽尻站間：優等列車130公里/小時、普通列車100公里/小時
  - 鹽尻站－中津川站間：優等列車120公里/小時、普通列車95公里/小時
  - 中津川站－名古屋站間：特急130公里/小時，快速、普通列車110公里/小時
  - 御茶之水站－三鷹站間（緩行線）：95公里/小時
  - 岡谷站－辰野站－鹽尻站間（支線）：95公里/小時
- 運轉指令所（日语：運転指令所）：
  - 東京站－小淵澤站間：東京綜合指令室
  - 小淵澤站－鹽尻站間：長野綜合指令室（CTC）
  - 鹽尻站－名古屋站間：東海綜合指令所（日语：東海総合指令所）（CTC）
  - 岡谷站－辰野站－鹽尻站間（支線）：長野綜合指令室（CTC）
- 列車運行管理系統（日语：列車運行管理システム）：
  - 東京站－甲府站間：東京圈輸送管理系統（ATOS）

## 車站列表
- 站名 … ◆、◇、■：貨物處理站（◇為沒有定期貨物列車發着，■為線外貨運站）
- 軌道 … ∥：複線路段、◇：單線路段（可進行列車交會）、｜：單線路段（不可進行列車交會）、∨：此起往下為單線、∧：此起往下為複線

### 東日本旅客鐵道

#### 東京－高尾
主要車站爲：東京－神田－御茶之水－水道橋－飯田橋－市谷－四谷－信濃町－千駄谷－代代木－新宿－大久保－東中野－中野◇－高圓寺－阿佐谷－荻窪－西荻窪－吉祥寺－三鷹－武藏境◇－東小金井－武藏小金井－國分寺－西國分寺－國立－立川－日野－豐田－八王子－西八王子－高尾

#### 高尾－鹽尻
- 停靠站
  - 普通…停靠所有客運車站
    - 東京方向起直通大月站、富士急行線河口湖站的中央線電車（通勤特快、中央特快、通勤快速、快速、各站停車）於高尾－大月停靠所有車站。
    - 篠之井線起直通至上諏訪站的快速列車於中央本線內停靠所有車站。

  - 「水篶」「假日快速富士山」「月光信州」「假日快速View山梨」…參見列車條目
  - 特急…參見「梓」「甲斐路」

| 車站編號 | 中文站名     | 日文站名 | 英文站名 | 站間營業距離 | 東京起計營業距離 | 接續路線 | 軌道 | 所在地                | 所在地                |
| -------- | ------------ | -------- | -------- | ------------ | ---------------- | --- | ---- | --------------------- | --------------------- |
| JC 24    | 高尾         |          |          | -            | 53.1             | 東日本旅客鐵道： 中央線（東京方向）（JC24） 京王電鐵： 高尾線（KO52）                                                                                  | ∥    | 東京都 八王子市       | 東京都 八王子市       |
| JC 25    | 相模湖       |          |          | 9.5          | 62.6             | | ∥    | 神奈川縣 相模原市綠區 | 神奈川縣 相模原市綠區 |
| JC 26    | 藤野         |          |          | 3.7          | 66.3             | | ∥    | 神奈川縣 相模原市綠區 | 神奈川縣 相模原市綠區 |
| JC 27    | 上野原       |          |          | 3.5          | 69.8             | | ∥    | 山梨縣                | 上野原市              |
| JC 28    | 四方津       |          |          | 4.2          | 74.0             | | ∥    | 山梨縣                | 上野原市              |
| JC 29    | 梁川         |          |          | 3.6          | 77.6             | | ∥    | 山梨縣                | 大月市                |
| JC 30    | 鳥澤         |          |          | 3.6          | 81.2             | | ∥    | 山梨縣                | 大月市                |
| JC 31    | 猿橋         |          |          | 4.1          | 85.3             | | ∥    | 山梨縣                | 大月市                |
| JC 32    | 大月         |          |          | 2.5          | 87.8             | 富士急行：大月線（FJ01、與高尾方向直通運行） | ∥    | 山梨縣                | 大月市                |
| CO 33    | 初狩◇        |          |          | 6.1          | 93.9             | | ∥    | 山梨縣                | 大月市                |
| CO 34    | 笹子         |          |          | 6.5          | 100.4            | | ∥    | 山梨縣                | 大月市                |
| CO 35    | 甲斐大和     |          |          | 6.1          | 106.5            | | ∥    | 山梨縣                | 甲州市                |
| CO 36    | 勝沼葡萄鄉   |          |          | 6.0          | 112.5            | | ∥    | 山梨縣                | 甲州市                |
| CO 37    | 鹽山         |          |          | 4.4          | 116.9            | | ∥    | 山梨縣                | 甲州市                |
| CO 38    | 東山梨       |          |          | 3.2          | 120.1            | | ∥    | 山梨縣                | 山梨市                |
| CO 39    | 山梨市       |          |          | 2.1          | 122.2            | | ∥    | 山梨縣                | 山梨市                |
| CO 40    | 春日居町     |          |          | 2.8          | 125.0            | | ∥    | 山梨縣                | 笛吹市                |
| CO 41    | 石和溫泉◇    |          |          | 2.8          | 127.8            | | ∥    | 山梨縣                | 笛吹市                |
| CO 42    | 酒折         |          |          | 3.4          | 131.2            | | ∥    | 山梨縣                | 甲府市                |
| CO 43    | 甲府         |          |          | 2.9          | 134.1            | 東海旅客鐵道： 身延線 | ∥    | 山梨縣                | 甲府市                |
| CO 44    | 龍王◆        |          |          | 4.5          | 138.6            | | ∥    | 山梨縣                | 甲斐市                |
| CO 45    | 鹽崎         |          |          | 4.1          | 142.7            | | ∥    | 山梨縣                | 甲斐市                |
| CO 46    | 韮崎         |          |          | 4.3          | 147.0            | | ∥    | 山梨縣                | 韮崎市                |
| CO 47    | 新府         |          |          | 4.2          | 151.2            | | ∥    | 山梨縣                | 韮崎市                |
| CO 48    | 穴山         |          |          | 3.5          | 154.7            | | ∥    | 山梨縣                | 韮崎市                |
| CO 49    | 日野春       |          |          | 5.4          | 160.1            | | ∥    | 山梨縣                | 北杜市                |
| CO 50    | 長坂         |          |          | 6.2          | 166.3            | | ∥    | 山梨縣                | 北杜市                |
| CO 51    | 小淵澤       |          |          | 7.4          | 173.7            | 東日本旅客鐵道：■小海線 | ∥    | 山梨縣                | 北杜市                |
| CO 52    | 信濃境       |          |          | 4.5          | 178.2            | | ∥    | 長野縣                | 諏訪郡 富士見町       |
| CO 53    | 富士見       |          |          | 4.7          | 182.9            | | ∥    | 長野縣                | 諏訪郡 富士見町       |
| CO 54    | 鈴蘭之里     |          |          | 3.2          | 186.1            | | ∥    | 長野縣                | 諏訪郡 富士見町       |
| CO 55    | 青柳         |          |          | 1.9          | 188.0            | | ∥    | 長野縣                | 茅野市                |
| CO 56    | 茅野         |          |          | 7.2          | 195.2            | | ∥    | 長野縣                | 茅野市                |
| -        | 普門寺信號場 |          |          | -            | 198.9            | | ∨    | 長野縣                | 諏訪市                |
| CO 57    | 上諏訪       |          |          | 6.7          | 201.9            | | ◇    | 長野縣                | 諏訪市                |
| CO 58    | 下諏訪       |          |          | 4.4          | 206.3            | | ◇    | 長野縣                | 諏訪郡 下諏訪町       |
| CO 59    | 岡谷■        |          |          | 4.1          | 210.4            | 東日本旅客鐵道：中央本線（包括直通辰野方向、飯田線）                                                                                                   | ∧    | 長野縣                | 岡谷市                |
| CO 60    | 綠湖         |          |          | 7.8          | 218.2            | | ∥    | 長野縣                | 鹽尻市                |
| CO 61    | 鹽尻◇        |          |          | 3.9          | 222.1            | 東日本旅客鐵道： 篠之井線（直通至松本站、 信越本線長野站，設有大糸線開抵的直通運行）、中央本線支線（辰野方向） 東海旅客鐵道： 中央本線（木曾福島方向） | ∥    | 長野縣                | 鹽尻市                |

##### 過去接續路線
- 甲府站：山梨交通電車線（甲府站前站） - 1962年7月1日廢除

#### 辰野支線
- 標高單位：公尺
- 所有列車停靠所有車站。
- 所有車站均位於長野縣。

| 中文站名 | 日文站名 | 英文站名 | 站間營業距離 | 累計營業距離 | 累計營業距離 | 海拔  | 接續路線                                                                                | 軌道 | 所在地          |
| 中文站名 | 日文站名 | 英文站名 | 站間營業距離 | 岡谷起計     | 東京起計     | 海拔  | 接續路線                                                                                | 軌道 | 所在地          |
| -------- | -------- | -------- | ------------ | ------------ | ------------ | ----- | --------------------------------------------------------------------------------------- | ---- | --------------- |
| 岡谷     |          |          | -            | 0.0          | 210.4        | 766.2 | 東日本旅客鐵道：中央本線（本線）                                                        | ◇    | 岡谷市          |
| 川岸     |          |          | 3.5          | 3.5          | 213.9        | 757.4 |                                                                                         | ◇    | 岡谷市          |
| 辰野◇    |          |          | 6.0          | 9.5          | 219.9        | 722.8 | 東海旅客鐵道： 飯田線                                                                   | ◇    | 上伊那郡 辰野町 |
| 信濃川島 |          |          | 4.3          | 13.8         | 224.2        | 769.9 |                                                                                         | ｜   | 上伊那郡 辰野町 |
| 小野     |          |          | 4.0          | 17.8         | 228.2        | 813.2 |                                                                                         | ◇    | 上伊那郡 辰野町 |
| 鹽尻◇    |          |          | 9.9          | 27.7         | 238.1        | 715.8 | 東日本旅客鐵道：中央本線（綠湖方向）、 篠之井線 東海旅客鐵道： 中央本線（木曾福島方向） | ∧    | 鹽尻市          |

1. ↑  飯田線的一部分列車直通至岡谷站、上諏訪站、茅野站、長野站、松本站

### 東海旅客鐵道

#### 鹽尻 - 中津川
- 停靠站
  - 普通…停靠所有車站
    - 經南木曾、坂下直通至名古屋方向的快速在下表的路段內停靠所有車站。但是，臨時快速「Nice Holiday木曾路號列車」在此路段只停靠南木曾、上松、木曾福島、藪原、奈良井、木曾平澤、鹽尻。

  - 特急…參見「信濃」
- 車站編號自2018年3月起引入[3]。

| 車站編號 | 中文站名 | 日文站名 | 英文站名 | 站間營業距離 | 累計營業距離 | 累計營業距離 | 海拔  | 接續路線                                                                                                 | 軌道 | 所在地          | 所在地          |
| 車站編號 | 中文站名 | 日文站名 | 英文站名 | 站間營業距離 | 名古屋起計   | 東京起計     | 海拔  | 接續路線                                                                                                 | 軌道 | 所在地          | 所在地          |
| -------- | -------- | -------- | -------- | ------------ | ------------ | ------------ | ----- | --- | ---- | --------------- | --------------- |
|          | 鹽尻◇    |          |          | -            | 174.8        | 222.1        | 715.8 | 東日本旅客鐵道： 篠之井線（除一部分列車外直通至松本站） 、中央本線（岡谷方向）、中央本線支線（辰野方向） | ∥    | 長野縣          | 鹽尻市          |
|          | 洗馬     |          |          | 4.2          | 170.6        | 226.3        | 762.5 | | ∥    | 長野縣          | 鹽尻市          |
|          | 日出鹽   |          |          | 4.7          | 165.9        | 231.0        | 811.6 | | ∥    | 長野縣          | 鹽尻市          |
|          | 贄川     |          |          | 5.2          | 160.7        | 236.2        | 871.6 | | ∨    | 長野縣          | 鹽尻市          |
|          | 木曾平澤 |          |          | 5.2          | 155.5        | 241.4        | 914.9 | | ◇    | 長野縣          | 鹽尻市          |
|          | 奈良井   |          |          | 1.8          | 153.7        | 243.2        | 933.8 | | ∧    | 長野縣          | 鹽尻市          |
|          | 藪原     |          |          | 6.6          | 147.1        | 249.8        | 924.2 | | ∥    | 長野縣          | 木曾郡 木祖村   |
|          | 宮之越   |          |          | 5.7          | 141.4        | 255.5        | 859.6 | | ∨    | 長野縣          | 木曾郡 木曾町   |
|          | 原野     |          |          | 2.8          | 138.6        | 258.3        | 837.3 | | ∧    | 長野縣          | 木曾郡 木曾町   |
| CF30     | 木曾福島 |          |          | 5.5          | 133.1        | 263.8        | 775.3 | | ∥    | 長野縣          | 木曾郡 木曾町   |
| CF29     | 上松     |          |          | 7.3          | 125.8        | 271.1        | 708.6 | | ∥    | 長野縣          | 木曾郡 上松町   |
|          | 倉本     |          |          | 6.6          | 119.2        | 277.7        | 610.2 | | ∨    | 長野縣          | 木曾郡 上松町   |
|          | 須原     |          |          | 4.8          | 114.4        | 282.5        | 562.9 | | ◇    | 長野縣          | 木曾郡 大桑村   |
|          | 大桑     |          |          | 3.3          | 111.1        | 285.8        | 527.2 | | ◇    | 長野縣          | 木曾郡 大桑村   |
|          | 野尻     |          |          | 3.0          | 108.1        | 288.8        | 522.2 | | ◇    | 長野縣          | 木曾郡 大桑村   |
|          | 十二兼   |          |          | 3.7          | 104.4        | 292.5        | 474.4 | | ∧    | 長野縣          | 木曾郡 南木曾町 |
| CF23     | 南木曾   |          |          | 5.5          | 98.9         | 298.0        | 408.4 | | ∥    | 長野縣          | 木曾郡 南木曾町 |
|          | 田立     |          |          | 6.3          | 92.6         | 304.3        | 350.2 | | ∥    | 長野縣          | 木曾郡 南木曾町 |
|          | 坂下     |          |          | 2.8          | 89.8         | 307.1        | 326.6 | | ∥    | 岐阜縣 中津川市 | 岐阜縣 中津川市 |
|          | 落合川   |          |          | 6.1          | 83.7         | 313.2        |       | | ∥    | 岐阜縣 中津川市 | 岐阜縣 中津川市 |
| CF19     | 中津川   |          |          | 3.8          | 79.9         | 317.0        |       | 東海旅客鐵道： 中央本線（名古屋方向）                                                                    | ∥    | 岐阜縣 中津川市 | 岐阜縣 中津川市 |

##### 過去的接續路線
- 坂下站：坂川鐵道線（新坂下站（日语：新坂下駅）） - 1944年12月1日廢除
- 中津川站：北惠那鐵道線（中津町站） - 1978年9月19日廢除

#### 中津川－名古屋
此處只限記載站名。停車站、接續路線、車站所在地等的詳細資料參見「中央線 (名古屋地區)#車站列表」。
中津川－美乃坂本－惠那－武並－釜戶－瑞浪－土岐市－多治見◆－古虎溪－定光寺－高藏寺－神領－春日井◆－勝川－新守山◇－大曾根－千種－鶴舞－金山－（山王信號場）－名古屋◇

### 廢除路段
（）內是起點起計的營業距離。也參見「下河原線」。
支線（1959年廢除）
三鷹站（0.0）－武藏野競技場前站（3.2）

貨物支線（1946年休止）
立川站（0.0）－多摩川信號場（1.7）－多摩川原站（3.7）

#### 改線路段
- 鳥澤站－猿橋站間
- 初狩站－笹子站間
- 甲斐大和站－勝沼葡萄鄉站間
- 穴山站－日野春站間
- 小淵澤站－富士見站間
- 日出鹽站－木曾平澤站間
- 藪原站－奈良井站間
- 木曾福島站－倉本站間
- 南木曾站－坂下站間
- 釜戶站－瑞浪站間
- 多治見站－定光寺站間

### 廢站
#廢除路段的車站除外。（）內是東京站起計的營業距離。
- 萬世橋站：神田站－御茶之水站間（1.9）
- 昌平橋站（日语：昌平橋駅）：神田站－御茶之水站間（約2.1）
- 飯田町站：水道橋站－飯田橋站間（3.9）
- 牛込站：飯田橋站－市谷站間（約4.7）
- 東淺川臨時停車場（日语：東浅川駅）：西八王子站－高尾站間（52.0）
- 甲斐善光寺臨時停車場：酒折站－甲府站間（約131.8）
- 鶴舞公園臨時停車場：鶴舞站附近（約391.2）

### 廢除信號場
- 本線 …（）內是東京站起計的營業距離
  - 境臨時信號場：武藏境站－東小金井站間（27.0）
  - 多摩川信號場：立川站－日野站間（39.2）
  - 小佛信號場：高尾站－相模湖站間（57.2）
  - 廣河原臨時信號所：大月站－笹子站間（約98.9）
  - 瀧之前信號場：長坂站－小淵澤站間（172.0）
  - 木船信號場：青柳站－茅野站間（192.1）
  - 山吹山信號場：藪原站－宮之越站間（253.1）
  - 中平信號場：木曾福島站－上松站間（木曾福島站起計7.3、至上松站為止4.8[6]）
  - 小野之瀧信號場：上松站－倉本站間（274.9）
  - 讀書臨時信號場：南木曾站－田立站間（約300.4）
  - 與根信號場：中津川站－美乃坂本站間（321.7）
  - 二軒屋信號場：美乃坂本站－惠那站間（325.4）
  - 大羽根信號場：武並站－釜戶站間（336.4）
  - 下畑信號場：釜戶站－瑞浪站間（343.6）
  - 高座臨時信號場：定光寺站－高藏寺站間（371.6）
  - 守山信號場：勝川站－新守山站間（384.2）
  - 古渡信號場（日语：古渡信号場）：鶴舞站－金山站間（392.8）
- 辰野支線 …（）內是岡谷站起計的營業距離
  - 平出信號場：川岸站－辰野站間（6.5）
  - 東鹽尻信號場：小野站－鹽尻站間（22.7）

## 註解
1. ↑  三鷹－御茶之水间为急行線
2. ↑  日本第一個使用電力驅動的鐵道為京都電氣鐵道的路面電車伏見線，於1895年通車營運，但已於1970年4月1日起停駛廢線。
3. ↑  與今日以營運區間區分的中央東線和中央西線不同。